# Martin Karl
Martin Karl (* 3. Juni 1911 in Würzburg; † 1. März 1942 in Michailowka, Sowjetunion) war ein deutscher Ruderer. 1936 wurde er Olympiasieger im Vierer ohne Steuermann.

## Leben
Karl gewann 1933 seinen ersten Deutschen Meistertitel mit dem Achter des Würzburger Rudervereins von 1875. Im Jahr darauf wechselten Rudolf Eckstein, Anton Rom, Martin Karl und Wilhelm Menne in den Vierer ohne Steuermann und siegten nach dem Gewinn der Deutschen Meisterschaft auch bei der Europameisterschaft in Luzern. 1935 fehlte Martin Karl, für ihn saß Ernst Gaber vom Mannheimer RV mit im Boot. 1936 kehrte Martin Karl zurück. Eckstein, Rom, Karl und Menne siegten bei den Olympischen Spielen 1936 in Berlin vor dem britischen Boot.
Martin Karl fiel im Zweiten Weltkrieg an der Ostfront als Leutnant. Er war Führer der Maschinengewehr-Kompanie des Infanterie-Regiments 42 der 46. Infanterie-Division der Wehrmacht.